# Argyreia henryi
Argyreia henryi är en vindeväxtart som först beskrevs av William Grant Craib, och fick sitt nu gällande namn av William Grant Craib. Argyreia henryi ingår i släktet Argyreia och familjen vindeväxter. Utöver nominatformen finns också underarten A. h. hypochrysa.